# Mont Root
El Mont Root, també anomenat Boundary Peak 165, és una muntanya que s'eleva fins als 3.928 msnm i forma part de la serralada Fairweather, una serralada secundària de les muntanyes Saint Elias, a la frontera entre l'estat d'Alaska, als Estats Units, i la província de la Colúmbia Britànica, al Canadà. El seu nom és en honor d'Elihu Root, un dels diplomàtics que va intervenir en la Disputa de la frontera d'Alaska entre els Estats Units i el Canadà. La glacera Margerie es troba en aquest cim.
La primera ascensió fou feta per Laurel Adkins, Thomas Distler, George Fisher i Walter Grove el 1977 per una ruta amb nombrosos trams d'escalada en gel.